# Ван-Тасселл
Ван-Тасселл (англ. Van Tassell) — місто (англ. town) в США, в окрузі Найобрара штату Вайомінг. Населення — 22 особи (2020).

## Географія
Ван-Тасселл розташований за координатами 42°39′51″ пн. ш. 104°5′29″ зх. д. / 42.66417° пн. ш. 104.09139° зх. д. (42.664277, -104.091328).  За даними Бюро перепису населення США в 2010 році місто мало площу 4,73 км², уся площа — суходіл.

## Демографія
Згідно з переписом 2010 року, у місті мешкало 15 осіб у 6 домогосподарствах у складі 6 родин. Густота населення становила 3 особи/км².  Було 9 помешкань (2/км²).
Расовий склад населення:
| - 100,0 % — білих |

До двох чи більше рас належало 0,0 %. Іспаномовні складали 0,0 % від усіх жителів.
За віковим діапазоном населення розподілялося таким чином: 26,7 % — особи молодші 18 років, 46,6 % — особи у віці 18—64 років, 26,7 % — особи у віці 65 років та старші. Медіана віку мешканця становила 52,5 року. На 100 осіб жіночої статі у місті припадало 66,7 чоловіків;  на 100 жінок у віці від 18 років та старших — 83,3 чоловіків також старших 18 років.
Цивільне працевлаштоване населення становило 3 особи. Основні галузі зайнятості: сільське господарство, лісництво, риболовля — 66,7 %, освіта, охорона здоров'я та соціальна допомога — 33,3 %.
За даними перепису 2000 року,
на території муніципалітету мешкало 18 людей, було 9 садиб та 5 сімей.
Густота населення становила 3,8 осіб/км². Було 11 житлових будинків.
З 9 садиб у 33,3% проживали діти до 18 років.
Власники 33,3 % садиб мали вік, що перевищував 65 років, а в 22,2 % садиб принаймні одна людина була старшою за 65 років.
Кількість людей у середньому на садибу становила 2,00, а в середньому на родину 2,60.
Середній річний дохід на садибу становив 53 750 доларів США, а на родину — 53 750 доларів США.
Чоловіки мали дохід 40 000 доларів, жінки — 15 000 доларів.
Середній вік населення становив 50 років.